# Begonia gesnerioides
Espèce
Begonia gesnerioides est une espèce de plantes de la famille des Begoniaceae.
Elle a été décrite en 1941 par Lyman Bradford Smith (1904-1997) et Bernice Giduz Schubert (1913-2000).